# NGC 5644
NGC 5644 (другие обозначения — UGC 9321, MCG 2-37-16, ZWG 75.57, PGC 51834) — линзообразная галактика (S0) в созвездии Волопас.
Этот объект входит в число перечисленных в оригинальной редакции «Нового общего каталога».